# Bubble Comics
Bubble Comics — російське видавництво, що спеціалізується на коміксах, створене журналістом Артемом Габреляновим у 2011 році. Найбільше видавництво мальописів у Російській Федерації. Видавництво випускає зразу кілька серій коміксів одночасно. Окрім коміксів, компанія займається виробництвом супутніх товарів.

## Історія

### Журнал Bubble
Bubble Comics було засновано Артемом Габреляновим, сином Арама Габрелянова, як підрозділ медіакомпанії «News Media Holdings» у 2011 році. У цьому ж році почав публікуватися сатиричний журнал коміксів Bubble, у якому висміювалося суспільне життя, політика і шоубізнес, наприклад, в одному з сюжетів був персонаж, прототипом якого став Брюс Вілліс, який приїжджав у Росію, окрім того, критиці піддавалися Микита Михалков у вигляді персонажа під іменем «Микита Міґалков», і Юрій Лужков. Журнал не завоював популярності та видавався всього лише один рік. З часом Артем Габрелянов вирішив, що видавництво повинно закінчити видавати гумористичні комікси та зайнятися видавництвом коміксів супергеройської тематики.